# Francesco Gonzaga (1444–1483)
Francesco Gonzaga (Mântua, 15 de março de 1444 - Bolonha, 21 de outubro de 1483) foi um cardeal italiano da Igreja Católica Romana nos reinados dos Papas Pio II, Paulo II e Sisto IV.
Nascido em Mântua em 15 de março de 1444, Francesco Gonzaga foi o segundo filho de Luís III Gonzaga, o segundo marquês de Mântua, e de sua mulher Bárbara de Brandemburgo.

## Histórico
Nascido em Mântua em 15 de março de 1444, Francesco Gonzaga foi o segundo filho de Ludovico III Gonzaga, o segundo Marquês de Mântua, e sua esposa Barbara de Brandenburg. Sua mãe era filha de John, Margrave de Brandenburg-Kulmbach e Barbara von Sachsen-Wittenberg, e sobrinha do Imperador Sigismundo do Sacro Império Romano. Sua primeira educação foi na "Ca' Giocosa" sob Iacopo da San Cassiano, Ognibene da Lonigo e Bartolomeo Platina.
Após concluir seus estudos em Pádua, Francesco foi para a Universidade de Pisa. Após se formar, foi nomeado pelo Papa Nicolau V para os cargos de protonotário apostólico em fevereiro de 1454 e, mais tarde, de Procurador da Igreja de Mântua. Embora tivesse escolhido uma carreira eclesiástica, ele levou uma vida principalmente secular. Em 1477, quando já era cardeal há onze anos, uma certa Bárbara lhe deu um filho ilegítimo, Francesco († 1511), apelidado de " il Cardinalino (O Pequeno Cardeal)".

## Cardeal

### Sob o Papa Pio II
A pedido de seu primo, Alberto III, o Eleitor de Brandemburgo, Francesco foi elevado, em 18 de dezembro de 1461, aos dezessete anos, ao posto de Cardeal pelo Papa Pio II, depois que o Papa esteve em Mântua por oito meses para o concílio realizado naquela cidade. O encontro entre o pai, Ludovico III, o Marquês de Mantova, e o filho, o novo Cardinale di Mantova, vindo à sua cidade natal para a consagração como cardeal, foi registrado nos afrescos da Camera degli Sposi  de Andrea Mantegna. Francesco foi o primeiro dos dez membros da Casa de Gonzaga a receber o barrete vermelho do cardeal e foi designado para Santa Maria Nuova, uma igreja perto da Via Sacra em Roma.

### Sob o Papa Paulo II
Nomeado 39º Príncipe-Bispo de Bressanone (hoje Brixen) em 12 de agosto de 1464, o Cardeal de Mântua participou do conclave que elegeu no mesmo ano o Papa Paulo II, a quem ele pessoalmente ofereceu um esplêndido banquete em 16 de setembro para comemorar a ocasião da tomada de posse do Trono de São Pedro pelo novo Papa. Dois anos depois, em 18 de julho de 1466, o bispo de Mântua, Galeazzo Cavriani, morreu e Francesco foi nomeado um mês depois, em 20 de agosto, para sucedê-lo. O primo de seu bisavô, Sagramoso Gonzaga (1360-1405), foi bispo de Mântua por quatro anos (1386-1390). Mas o título de Francesco era o Administrador Apostólico da Diocese de Mântua. Ele o manteria até sua morte, mas nunca foi elevado ao posto de bispo. Ele seria sucedido por cinco membros consecutivos de sua família. Os dois primeiros foram administradores apostólicos, mas o terceiro, Ercole Gonzaga, sobrinho-neto de Francesco, foi o primeiro a ser bispo. Francesco participou dos consistórios secretos de 7 de janeiro de 1467 e 30 de junho de 1470. Durante o consistório celebrado na Basílica de São Marcos em 18 de fevereiro de 1471, o Papa Paulo II o nomeou legado papal a latere (latim, "do lado (do Papa)") para Bolonha e, ao mesmo tempo, Francesco foi nomeado Comissário Apostólico para os Estados Paternos, com autoridade para persuadir suas dioceses a favor de uma cruzada contra os turcos, o que, no entanto, não foi realizado naquela época. Durante sua estadia em Roma, onde já havia se estabelecido, Francesco, com o cardeal Marco Barbo, deu as boas-vindas ao novo duque de Ferrara, Borso d'Este. Ele deixou Roma para Bolonha em 5 de julho de 1471 e chegou à Emília em 21 de julho.

### Sob o Papa Sisto IV
Francesco então retornou a Roma em 4 de agosto daquele ano para participar do conclave de 1471 que elegeu Francesco della Rovere como Papa Sisto IV. Para sua legação em Bolonha, Gonzaga foi confirmado pelo novo Papa e recebeu comenda também a Abadia de San Gregorio em Mântua, mas ele renunciou em 18 de março de 1472 para a comenda de San Tommaso Maggiore em Verona. Em 2 de maio de 1472, durante sua estadia em Bolonha, ele recebeu em seu palácio o cardeal Johannes Bessarion, que estava passando a caminho da França para negociar a paz entre o Rei da França, Luís XI, e o Duque da Borgonha, Carlos, o Temerário. Na primavera de 1472, Francesco foi nomeado Administrador Apostólico da Sé Metropolitana de Lund na Suécia quando Tuve Nielsen Juul, o Arcebispo de Lund, morreu em 7 de abril. Por um tempo, parecia que Gonzaga estava prestes a ser promovido ao posto de Arcebispo, mas Jens Brostrup, que já havia sido eleito pelo Capítulo da Catedral de Lund, conseguiu comprá-lo. No entanto, Francesco manteve sua posição até 1474. Mas ele reservou um tempo para organizar e hospedar um banquete em Bolonha para os embaixadores franceses enviados pelo Rei Luís XI ao Papa Sisto IV. Em 1472, ele obteve a comenda do mosteiro de Sant'Andrea em Mântua antes de retornar a Roma em 24 de novembro de 1473. Em abril de 1474, ele recebeu a responsabilidade de receber em Roma, com as devidas honras, o Rei Cristiano I da Dinamarca e da Noruega na Corte Papal. Como recompensa pela excelência de seus serviços, o Cardeal de Mântua recebeu do Papa, em 1475, a comenda da diaconia de Sant'Agata dei Goti, uma igreja na Via Mazzarino, em Roma.
Francesco fugiu de Roma em 10 de junho de 1476 por causa do surto de peste na Corte Papal. Um mês depois, em 18 de julho, o bispo de Bolonha, Filippo Calandrini, morreu. Ele foi substituído oito dias depois, em 26 de julho, pelo cardeal de Mântua como administrador apostólico , mas, em março de 1477, ele ainda estava em Roma. Ele não foi a Bolonha para a posse real até 18 de julho de 1478, dois anos atrasado. Em 20 de março de 1479, revoltas antipapais eclodiram em Bolonha, mas Gonzaga conseguiu restaurar a ordem. No entanto, ele nunca foi feito bispo de Bolonha; esse título foi após sua morte para Giuliano della Rovere, o futuro Papa Júlio II.
Francesco já havia renunciado ao seu cargo de Abade do Mosteiro de San Dionigi (São Dionísio) em Milão em 18 de janeiro de 1478, sete meses antes de partir para Bolonha, e também renunciou à comenda do Mosteiro de Santa Maria alla Gironda em Cremona em 18 de junho de 1479. Foi dado a seu irmão, Lodovico. Em 28 de dezembro de 1480, o cardeal retornou a Roma de sua missão e foi renomeado como legado papal a latere para Bolonha em 15 de dezembro de 1482. Mas, antes que pudesse retornar a Bolonha, ele decidiu ir a Ferrara para encorajar seus moradores a lutar contra a República de Veneza, ganhando a reputação de um grande orador. Embora fosse um Príncipe da Igreja, ele era muito generoso com os pobres e profundamente devoto da Bem-Aventurada Virgem Maria.
De 1479 a 1480, Francesco hospedou Angelo Poliziano em sua corte em Mântua, onde o poeta erudito escreveu a Fabula de Orfeu (italiano: Fabula di Orfeo). Como outros membros da família, Francesco colecionou antiguidades, incluindo peças dos tesouros que pertenciam ao Papa Paulo II, ele próprio um colecionador de pedras preciosas.</ref>  Francesco collected antiquities, including pieces of the treasures that belonged to Pope Paul II, himself a collector of gems.
Além de pintar Francesco na Camera deli Sposi, Andrea Mantegna também fez o Retrato de Francesco Gonzaga, um dos primeiros retratos que ele fez na Corte de Mântua depois de se mudar para lá em 1460. Esta pintura está agora no Museu Nacional de Capodimonte em Nápoles, Itália.

## Morte
Ele morreu de intoxicação em 21 de outubro de 1483 no Palazzo della Signoria em Bolonha. No documento original que atesta sua morte, foi declarado que a causa da morte foi de distúrbios; porque bebendo a água da Porretta, ele não observou os cuidados necessários. Seu corpo foi transportado para Mântua e enterrado no mausoléu da família na Igreja de San Francesco. A oração fúnebre foi proferida por Giovanni Lucido Cataneo.